# Полюстровская волость
Полю́стровская во́лость — одна из 17 волостей Петроградского (до 1914 года Санкт-Петербургского) уезда одноимённой губернии. Располагалась в нижнем течении рек Охты и Порховки (совр. Оккервиль), охватывая северо-восточный квадрант ближайших пригородных территорий столицы. Вместе со Стародеревенской и Московской волостями, также составлявших пояс уездных территорий, непосредственно граничивших с городом, являлась ближайшим резервом его территориального роста. При этом перед революцией на большей части волости уже был создан так называемый Полюстровский участок, который выводил волость из земского станового деления уезда и ставил её в прямую подведомственность городского полицейского управления.
На крайнем северо-западе Полюстровская волость соприкасалась на небольшом прибрежном отрезке со Стародеревенской волостью, тем самым отсекая соседнюю Муринскую волость от соприкосновения с городской чертой. На юге граничила с выходящей к Неве Новосаратовской волостью, а на востоке — с волостями Шлиссельбургского уезда.
Административный центр — деревня Полюстрово (5 вёрст от уездного центра).
По данным на 1890 год крестьянские наделы в волости составляли 1189 десятин. В 12 селениях волости насчитывалось 219 дворов, в которых проживало 1116 душ обоего пола, в том числе 545 мужчин и 571 женщина. Число некрестьянских дворов в волости — 468.